# Baia di Blacksod
La baia di Blacksod (Blacksod Bay in inglese) è una vasta insenatura del Mayo nord-occidentale, in Irlanda.

## Descrizione
Morfologicamente, la baia si sviluppa in direzione longitudinale, grazie alla lunga penisola di Mullet che la chiude ad ovest e l'istmo di Belmullet a nord, con la costa della terraferma irlandese ad est.